# Echinocereus primolanatus
Echinocereus primolanatus ist eine Pflanzenart in der Gattung Echinocereus aus der Familie der Kakteengewächse (Cactaceae). Das Artepitheton primolanatus leitet sich von den Lateinischen Worten primus für ‚der Erste‘ sowie lanatus für ‚wollig‘ ab und verweist auf die auffallende weiße Bedornung der Art.

## Beschreibung
Echinocereus primolanatus wächst in der Regel einzeln mit gelegentlich vergrößerten Wurzeln. Die grünen kugelförmigen bis zylindrischen Triebe sind 4 bis 12 Zentimeter lang und weisen Durchmesser von 2,5 bis 5,5 Zentimeter auf. Sie werden durch die Bedornung verdeckt. Es sind 16 bis 26 niedrige Rippen vorhanden, die leicht gehöckert sind. Die ein bis drei nur an Jungtrieben vorhandenen Mitteldornen sind haarartig und bräunlich. Sie weisen eine Länge von bis zu 1,5 Zentimeter auf. Die in zwei kammartigen Reihen angeordneten 20 bis 28 schmutzig weißen Randdornen sind bis zu 0,4 Zentimeter lang.
Die breit trichterförmigen Blüten sind leuchtend rosafarben. Sie erscheinen in der Nähe der Triebspitzen aus sehr wolligen Knospen, sind 5,5 bis 9 Zentimeter lang und erreichen Durchmesser von 5 bis 9 Zentimeter. Die eiförmigen Früchte sind fast trocken und reißen längs auf. Sie sind mit dichter Wolle und Dornen besetzt.

## Verbreitung, Systematik und Gefährdung
Echinocereus primolanatus ist im mexikanischen Bundesstaat Coahuila am Rand der Sierra de la Paila verbreitet.
Die Erstbeschreibung durch Nigel Paul Taylor wurde 1985 veröffentlicht.
In der Roten Liste gefährdeter Arten der IUCN wird die Art als „Least Concern (LC)“, d. h. als nicht gefährdet geführt.

## Nachweise